# سیارک ۱۷۰۵۶
سیارک ۱۷۰۵۶ (به انگلیسی: 17056 Boschetti، نامگذاری:1999GW3) هفده هزار و پنجاه و ششمین سیارک کشف شده‌است که در ۶ آوریل ۱۹۹۹ کشف شد.
قدر مطلق سیارک برابر ۱۵.۵ است.